# محمية بحيرة كارلوتا الوطنية
محمية لاغو كارلوتا الوطنية هي محمية وطنية في منطقة آيسن ديل جنرال كارلوس إيبانيز ديل كامبو بجنوب تشيلي.